# Халілово (Караідельський район)
Халі́лово (рос. Халилово, башк. Хәлил) — присілок у складі Караідельського району Башкортостану, Росія. Входить до складу Староакбуляківської сільської ради.
Населення — 224 особи (2010; 221 у 2002).
Національний склад:
- башкири — 96 %